# Grensoverschrijdend Park Ai-Ais/Richtersveld
Het Grensoverschrijdende Park Ai-Ais/Richtersveld  is een vredespark op de grens tussen Zuid-Afrika en Namibië. Het werd in 2003 gevormd door het combineren van het Namibische Ai-Ais Hot Springs Game Park en het Zuid-Afrikaanse Richtersveld National Park. Het grootste deel van het Zuid-Afrikaanse deel van het park maakt deel uit van de bufferzone van Richtersveld Cultural and Botanical Landscape.
Addo Elephant ·
Agulhas ·
Ai-Ais/Richtersveld ·
Augrabies ·
Bergkwagga/Mountain Zebra ·
Bontebok ·
Tuinroete ·
Golden Gate Hoogland ·
Kamdeboo ·
Karoo ·
Kgalagadi ·
Kruger ·
Mapungubwe ·
Marakele ·
Meerkat ·
Mokala ·
Namakwa ·
Tafelberg ·
Tankwa Karoo ·
Weskus